# فرومبورک
فرومبورک (لهستانی: Frombork؛ ‏Polish: [ˈfrɔmbɔrk] () - آلمانی: Frauenburg - فراوئنبورک) شهرکی در شمال لهستان است که در شهرستان برانگوو در استان وارمی-ماسوری واقع شده است و جمعیت آن ۲٬۲۶۰ نفر است (آمار ۲۰۲۱).
نام این شهر نخستین بار اسناد قرن ۱۳ میلادی دیده می‌شود و نیکلاس کوپرنیک در اوایل قرن ۱۶ در این شهر زندگی می‌کرد. فرومبورک به دلیل مکان‌های تاریخی زیادی که دارد به «جواهر وارمیا» معروف است. موزه کوپرنیک در فرومبورک نمایشگاه‌هایی در رابطه با این ستاره‌شناس برجسته و همچنین به‌طور کلی در زمینهٔ نجوم برگزار می‌کند و یک آسمان‌نما هم دارد. یکی از بزرگ‌ترین جاذبه‌های گردشگری این شهر کوچک، «جشنواره بین‌المللی سالانه موسیقی ارگ» است که هر تابستان برگزار می‌شود.